# Zhang Qingpeng
Zhang Qingpeng (朱芳雨S, Zhū FāngyǔP; Fushun, 23 gennaio 1985) è un ex cestista cinese.

## Carriera
Con la Cina ha disputato i Campionati mondiali del 2006, i Giochi olimpici di Pechino 2008 e i Campionati asiatici del 2009.